# Jack Hanlon
Jack Hanlon (* 15. Februar 1916 in Fort Worth, Texas; † 13. Dezember 2012 in Las Vegas, Nevada) war ein US-amerikanischer Kinderdarsteller.

## Leben
Hanlon wuchs bei seiner Großmutter in Culver City auf. Seinen ersten Filmauftritt hatte der sommersprossige Junge im Alter von 10 Jahren in Buster Keatons Der General. 1927 spielte er in drei Filmen der Filmreihe „Die kleinen Strolche“: Ten Years Old, The Glorious Fourth und Olympic Games. Danach erhielt er eine Nebenrolle in William Wylers Zwischen den Seilen (1929), der am Übergang der Stummfilm- zur Tonfilmzeit stand und bereits einige Sprachsequenzen hatte. 
Seine Arbeit beim Film endete nach acht weiteren Tonfilmen 1933. Später arbeitete Hanlon als Möbelpacker.

## Filmografie (Auswahl)
- 1926: Der General (The General)
- 1927: Die kleinen Strolche (Our Gang) (Folgen Ten Years Old, The Glorious Fourth und Olympic Games)
- 1929: Zwischen den Seilen (The Shakedown)
- 1929: Der Karawanenführer von Oklahoma (The Wagon Master)
- 1930: Der Satansreiter (Parade of the West)
- 1931: Herz am Scheideweg (The Easiest Way)
- 1933: Der König der Arena (King of the Arena)